# Oued Chebeika 002
Oued Chebeika 002 est une météorite trouvée en juin 2024 dans la vallée de l'oued Chebeika (province de Tan-Tan, région de Guelmim-Oued Noun), au Maroc. Plusieurs fragments ont été retrouvés, pour une masse totale d'environ 420 g (les cinq plus gros pèsent 136,4, 33,9, 12,44, 10,64 et 8,0 g, et environ 173 g sont sous la forme de fragments millimétriques). La météorite est classée parmi les chondrites carbonées de type CI1, la sixième connue après Alais, Orgueil, Tonk, Ivuna et Revelstoke,.
La croûte de fusion de la météorite est intacte, suggérant qu'elle a été collectée peu après sa chute : compte tenu de la très grande sensibilité de ce type de matériau à l'exposition à l'eau et de la pluviosité de la région (environ 100 mm d'octobre à mars), la météorite est sans doute tombée après mars 2024.

## Minéralogie et pétrographie
Les échantillons étudiés sont noirs et bréchifiés à l'échelle du millimètre. La croûte de fusion est visible sur certains fragments, dont le plus grand. La météorite est remarquablement bien préservée, sans signes d'altération ni d'abrasion par le vent, la poussière et le sable. Elle est constituée de grains et d'agrégats de magnétite et de sulfures accompagnés de carbonates et de phosphates, enrobés dans une matrice fine de phyllosilicates :
- la magnétite présente une grande variété de morphologies : framboïdes, plaquettes agrégées en nids d'abeille, sphérulites, grains subautomorphes constitués d'aiguilles nanométriques ou grains isolés de formes variées, allant de l'arrondi à l'automorphe, et rarement cubiques ;
- le principal sulfure est la pyrrhotite (Fe1-xS), avec des teneurs en nickel allant jusqu'à 1,1 pds % et x variant entre 0,11 et 0,13 (moyenne 0,12). Dans de rares cas, la pyrrhotite contient des inclusions de pentlandite. La pentlandite se présente également sous forme de grains individuels jusqu'à 10 μm, avec une formule moyenne Fe3,9Ni4,9Co0,3S8. De rares grains de sulfure de fer riche en cuivre ont été observés : quatre grains de cubanite et un grain de chalcopyrite d'environ 100 μm. Un grain de cubanite contient des inclusions de pentlandite ;
- les carbonates se présentent soit sous forme de gros grains (jusqu'à 400 μm) ayant des morphologies allant de l'anidiomorphe à l'angulaire ou euidiomorphe, sous forme d'agrégats, soit sous forme de grains arrondis plus petits (environ 10 μm) dispersés de manière hétérogène dans la matrice à grains fins. Le carbonate principal est la dolomite. La magnésite riche en fer et en manganèse (breunnérite) se présente également sous forme de grains jusqu'à 400 μm ;
- les phosphates sont dominés par l'apatite, mais on a observé aussi quelques phosphates riches en magnésium et en sodium, et un phosphate hydraté.

Les carbonates, l'apatite et les phyllosilicates à gros grains, ou un mélange de deux ou trois de ceux-ci, forment parfois des agrégats contenant d'abondants cristaux de magnétite aux morphologies variées. Des clastes allant jusqu'à 200 μm, constitués de phyllosilicates presque purs, ont été observés dans les trois sections polies étudiées. Ces clastes de phyllosilicates sont pauvres en inclusions de magnétite ou de sulfure de fer par rapport à la matrice normale et présentent une granulométrie plus grossière, allant de quelques micromètres à environ 20 μm.

## Pétrologie
Par son aspect sombre, sa bréchification, sa composition chimique et sa minéralogie, Oued Chebeika 002 ressemble aux autres chondrites CI1, à ceci près qu'elle ne comporte pas de sulfates. Oued Chebeika 002 diffère légèrement d'Orgueil, d'Alais et d'Ivuna en ce qu'elle présente de petits déficits (< 20 %) en cuivre et en plomb, et des concentrations généralement plus élevées des autres éléments traces. Elle en diffère également par la distribution de tailles et l'abondance des minéraux ferromagnétiques, qui ressemblent plus à celles des échantillons ramenés de l'astéroïde Ryugu ; de fait, les diagrammes de coercivité définissent deux groupes : Orgueil-Alais-Ivuna et Oued Chebeika 002-Ryugu.
Bien que la plupart des chondrites CI1 proviennent probablement d'astéroïdes actuellement présents dans le Système solaire interne, les données isotopiques et l'abondance d'eau suggèrent une formation dans le Système solaire externe. Ceci concorde avec le fait largement admis que la ceinture d'astéroïdes actuelle a été contaminée par des objets du système solaire externe et avec l'origine cométaire suggérée pour la météorite d'Orgueil. La similitude isotopique observée entre Oued Chebeika 002 et d'autres chondrites CI1 suggère qu'elles pourraient provenir de la région où se sont formées les planètes géantes de glaces et les comètes du nuage d'Oort.